# 建制
建制一词有两层含义，第一层含义是动词，即“建立制度”；第二层含义是名词，即“制度和系统”。在某一国家或机构内，拥有权力或权威的支配群体或精英称之为“建制派”。

## 历史渊源
“建制”的历史渊源可以至少追溯到西周时期的周公建制，他建立了君主封建制度，以天子和诸侯共治天下，从而完成了中国社会的第一次转型。公元前221年，秦始皇统一中国，结束了战国以来封建诸侯长期割据的局面，始皇废分封、行郡县，建立中央集权的君主专制制度，完成中国社会的第二次转型。此后，中国“两千年之政皆秦政也”。1912年1月1日，孙中山和黄兴领导的辛亥革命结束了中国延续2000余年的君主专制制度，创立了亚洲第一个共和国——中华民国。

## 另見
- 建制派 (政治勢力)
- 執政黨
- 制度
- 體制